# Rabia Sultan
Rabia Sultan (n.  ? – d. 14 ianuarie 1712, Constantinopol, Imperiul Otoman) a fost concubina favorită a sultanului Ahmed al II-lea.
Originile și numele ei inițial au rămas până astăzi necunoscute. A intrat în jurul anului 1692 în haremul sultanului Ahmet ca sclavă după ce a fost capturată ca pradă de război. După ce în octombrie i-a născut acestuia gemeni (fiind primul caz cunoscut din istorie), pe prinții Selim și İbrahim, a primit cea mai mare autoritate în harem ca Haseki Sultan, compensând astfel lipsa unei Valide Sultan, mama lui Ahmet, sultana Hatice Muazzez fiind deja decedată de 5 ani. A fost ultima femeie din istoria Imperiului Otoman care a primit prestigiosul titlu de Haseki Sultan. După moartea soțului ei ea a fost trimisă la Palatul Vechi din cartierul Beyazıt unde și-a trăit restul zilelor.